# Aida Flix Filella
Aida Flix Filella   (Torrebesses, 1 d'abril de 1988) és una actriu catalana coneguda principalment pel paper de Matilde Navalón a Amar en tiempos revueltos de Televisió Espanyola i la seqüela Amar es para siempre d'Antena 3.
Als set anys comença a estudiar pintura, piano i cant coral, encara que anys més tard, canvia el piano pel teatre i comença al món de la interpretació a l'Aula Municipal de Teatre de Lleida, compaginant la seva formació educativa amb el teatre i la pintura fins als divuit. Una vegada finalitzats els seus estudis a Lleida, es trasllada a Barcelona per formar-se com a actriu, on estudia dansa i comèdia musical al centre Coco Comín. Els seus primers passos interpretatius els fa als disset anys amb la companyia Xip Xap de Lleida, on va continuar treballant més de sis anys. Entre 2003 i 2009 treballa en diferents companyies de teatre amb fins a deu obres representades, entre elles El Trencanous, amb la qual fa gira per tot Espanya. En finalitzar la gira el 2009 continua la seva formació a La Bobina, on finalitza els seus estudis d'interpretació de teatre, cinema i televisió. Després d'aparèixer en diversos anuncis així com en el videoclip de Sergio Rivero, «Contigo», el 2010, s'endinsa al món del cinema de la mà de Ventura Pons amb la pel·lícula Mil cretins Aquest mateix any, roda la pel·lícula El secret dels 24 esglaons de Santiago Lapeira i posteriorment, el 2011, la pel·lícula-documental Energía 3D de J. A. Duran.
El 2012 s'estrena en televisió amb la sèrie Amar en tiempos revueltos en la qual interpreta Matilde Navalón, un personatge amb el quin continua en la seqüela de la sèrie Amar es para siempre. El 2014 s'incorpora a la sèrie El Secreto de Puente Viejo on interpreta a Amalia Jordán Aliaga de Castro i crea un triangle amorós amb la parella de Bosco (Francisco Ortiz) i Inés (Fariba Sheikhan).

## Filmografia
| Televisió - Amar en tiempos revueltos, com a Matilde Navalón (2012) - Kubala, Moreno i Manchón, episodi: La núvia (2013) - Gran Hotel, episodi: Nobleza obliga, com a Victòria Eugènia de Battenberg (2013) - Gran Nord, episodi: Goodbye Danny! (2013) - Amar es para siempre, com a Matilde Navalón (2013) - Rotten Rain, com a Claudia Satorra (2013) - El Secreto de Puente Viejo, com a Amalia Jordán Aliaga de Castro (2014-2015) Pel·lícules - Mil cretins, com la Bella Durmiente. Dir. Ventura Pons (2011) - Energía 3D, com a María. Dir. J. A. Duran (2011) - El secreto de los 24 escalones, com a Andrea. Dir. Santiago Lapeira (2012) | Curtmetratges - 3 camas. Dir. Clara de Cruilles (2007) - Party. Dir. Georgina Castellsegue (2008) - Mr. Wallash. Dir. Alex García (2008) - El pañuelo. Dir. Ricardo A. Solla (2011) Teatre - El cascanueces. Dir. Dani Coma (2008) - Divorci. Dir. Miquel Murga (2013) |